# デイヴィッド・アイゼンハワー
ドワイト・デイヴィッド・アイゼンハワー2世（Dwight David Eisenhower II 、1948年5月31日 - ）は、アメリカ合衆国の作家、公共政策学会員、ペンシルベニア大学教授。
同国第34代大統領ドワイト・D・アイゼンハワーの唯一の実孫にして、第37代大統領リチャード・ニクソンの義理の息子である。
大統領の別荘である「キャンプ・デービッド」の由来となった人物でもある。

## 系譜

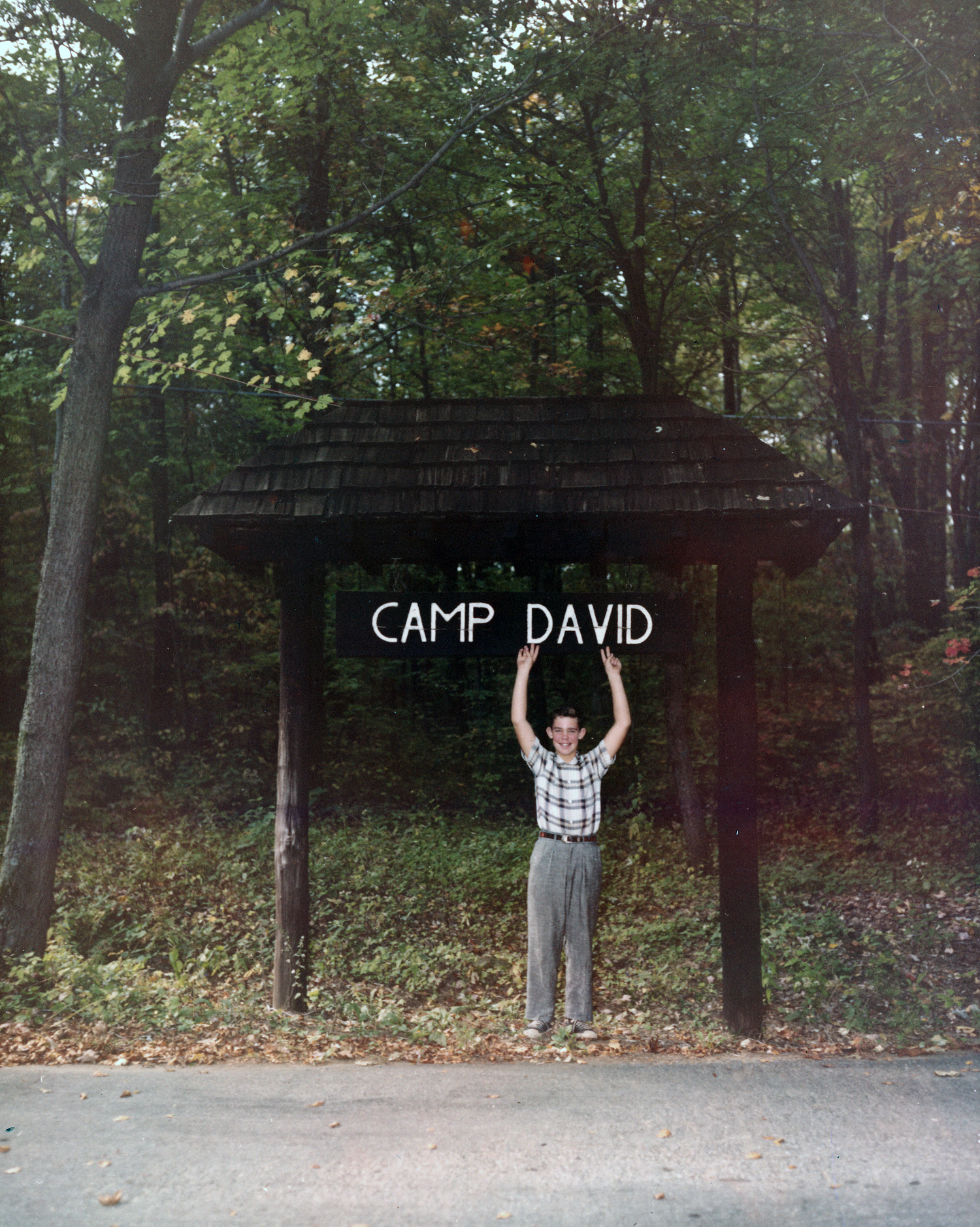
キャンプ・デービッドの看板でポーズをとる、12歳の時の写真。

デイヴィッド・アイゼンハワーは1948年5月31日にニューヨーク州オレンジ郡ウェストポイントで米国陸軍軍人ジョン・アイゼンハワーと妻バーバラ（トムソン）の間に生まれた。祖父は第二次世界大戦において連合国遠征軍最高司令官を務めたドワイト・D・アイゼンハワーである。
父ジョンは米国陸軍予備軍准将となり、在ベルギー米国大使（1969年 - 1971年）を務めたほか、著名な軍事歴史学者でもあった。祖父ドワイトはコロンビア大学の総長（1948年 - 1953年）、第34代大統領（1953年 - 1961年）となり、大統領の別荘を孫にちなんで「キャンプ・デービッド」と名付けた。

## 経歴
アイゼンハワーはフィリップス・エクセター・アカデミーを1966年に卒業した。1970年にアマースト大学で優秀な成績を修め歴史学の学士を取得した。大学卒業後、米国海軍予備軍の士官として3年務めた。この間、重巡洋艦オールバニの士官として地中海に滞在した。その後1976年にジョージ・ワシントン大学法科大学院で優秀な成績を修め法務博士を取得した。
1970年に、ウルグアイ警察に施した訓練で拷問術を伝授していたことが明らかとなり物議を醸していたDan Mitrioneの葬儀への出席要請を受託したことから、アイゼンハワーは少なくともおおむねニクソン政権寄りであったと認知されている。現在は、ペンシルベニア大学のアネンバーグコミュニケーション大学院の公共政策学の非常勤講師、作家、外交政策研究所（FPRI）の歴史研究所共同議長である。2001年から2003年の間、FPRIの雑誌『オルビス』の編集者であった。
第二次世界大戦中の連合国におけるリーダーシップについて記した著書 "Eisenhower At War, 1943-1945" は1987年ピューリッツァー賞の歴史部門で最終候補まで残った。
また、American Public Televisionの番組 "The Whole Truth with David Eisenhower" の司会者であった。

## 私生活

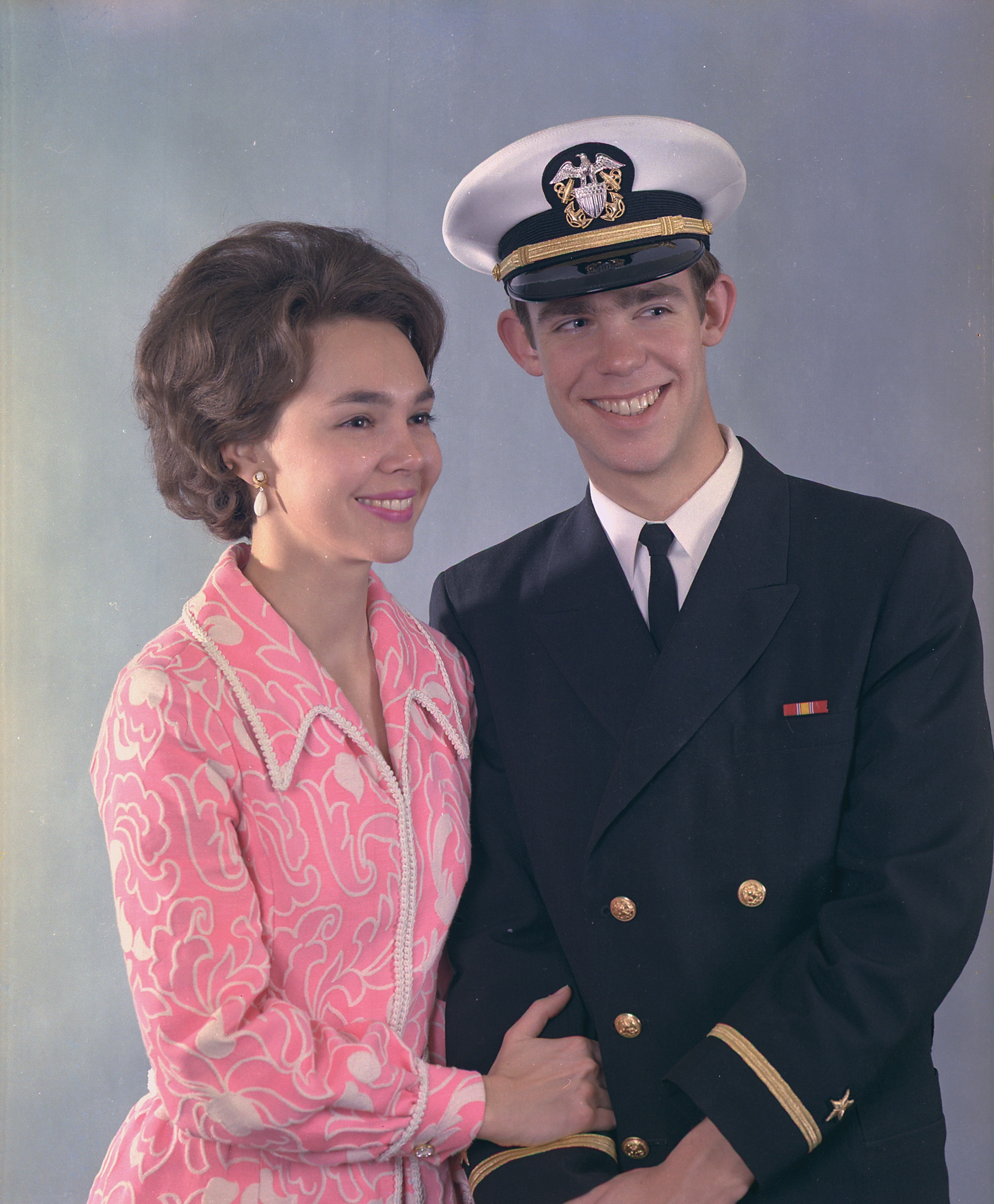
1971年に妻ジュリーとともに撮られた23歳時の写真.

1968年12月22日に、アイゼンハワーは第37代大統領リチャード・ニクソン（祖父の大統領時、副大統領を務めた）の娘であるジュリー・ニクソンと結婚した。2人は1956年の共和党大会で知り合って以来の付き合いであった。ノーマン・ビンセント・ピール牧師が司る無宗派の結婚式を、ニューヨーク市のマーブル協同教会で挙げた。アイゼンハワーの花婿付添人は、後にドラマ『ラブ・ボート』の俳優、米国下院議員となるフレッド・グランディだった。
アイゼンハワーはジュリーが1966年にニューヨーク市のウォルドルフ＝アストリア・ホテルで開催されたInternational Debutante Ballで上流階級にデビューした時の介添人であった。娘ジェニーを含め、アイゼンハワー家とニクソン家の多くがInternational Debutante Ballで社交界デビューしている。
アイゼンハワーと妻ジュリーはペンシルベニア州バーウィンに住んでいる。子に女優のジェニー・エリザベス・アイゼンハワー（1978年 - ）、アレクサンダー・リチャード・アイゼンハワー（1980年 - ）、マリーン・キャサリン・アイゼンハワー（1984年 - ）がおり、孫も3人いる。

## 大衆文化との関わり
1969年のクリーデンス・クリアウォーター・リバイバルの曲「フォーチュネイト・サン」は、アイゼンハワーと妻ジュリーやニクソン大統領との間の関係に触発されて発表されたものである。この曲の作者で歌手でもあるジョン・フォガティは、次のように記している：
'Fortunate Son' wasn't really inspired by any one event. Julie Nixon was dating David Eisenhower. You'd hear about the son of this senator or that congressman who was given a deferment from the military or a choice position in the military. They seemed privileged and whether they liked it or not, these people were symbolic in the sense that they weren't being touched by what their parents were doing. They weren't being affected like the rest of us.